# العلاقات الروسية الكورية الشمالية
العلاقات الروسية الكورية الشمالية (هانغل: 로씨야련방-조선민주주의인민공화국 관계) (بالروسية: Российско-северокорейские отношения)‏ هي علاقات ثنائية بين روسيا وكوريا الشمالية. أقيمت أولى العلاقات الدبلوماسية بين كوريا الشمالية (جمهورية كوريا الشعبية الديمقراطية) والاتحاد السوفييتي (اتحاد الجمهوريات الاشتراكية السوفييتية، الدولة السالفة لروسيا الاتحادية) في 12 أكتوبر من عام 1948 بُعيد إعلان قيام جمهورية كوريا الشعبية الديمقراطية. خلال الحرب الكورية، تلقى الجيش الشعبي الكوري الدعم من قبل القوات العسكرية السوفييتية. أقيمت كوريا الشمالية كجزءٍ من المعسكر الشيوعي وتلقّت دعمًا روسيًا كبيرًا. تنافست الصين والاتحاد السوفييتي على اكتساب نفوذ في كوريا الشمالية خلال النزاع الصيني-السوفييتي في الستينيات من القرن العشرين، مع محاولة كوريا الشمالية الحفاظ على علاقات ودية بكلا البلدين.
استمرت العلاقات بين البلدين بعد انهيار الاتحاد السوفييتي. ونالت العلاقة بعض الأهمية مجددًا بعد انتخاب فلاديمير بوتين رئيسًا لروسيا في عام 2000. قبِل كيم جونع أون أيضًا دعوة لزيارة روسيا منتصف العام 2015. تشارك البلدان الحدود على امتداد نهر تومن الأدنى الذي يبلغ طوله 17 كيلومتر (11 ميل) وكانت الحدود قد رُسمت في عام 1860 حين حصل التسار ألكساندر الثاني على أراضٍ تخلت عنها سلالة تشينغ الحاكمة في الصين في مؤتمر بكين.
تتراجع بشكل تدريجي التصورات الإيجابية عن كوريا الشمالية في روسيا، إذ ينظر فقط 34% من الروس إلى كوريا الشمالية على أنها أمة صديقة، ويعتقد 60% من الروس أن الأسلحة النووية لكوريا الشمالية تشكل تهديدًا لدول أخرى، ويؤيد 8% فقط تقديم الدعم لكوريا الشمالية في أي صراع محتمل.[بحاجة لمصدر] وبحسب استطلاع خدمة بي بي سي العالمية لعام 2014، ينظر 19% من الروس إلى نفوذ كوريا الشمالية بصورة إيجابية، في حين أعرب 37% عن نظرة سلبية.

## التاريخ

### الفترة السوفييتية
قدم الاتحاد السوفييتي دعمًا كبيرًا إلى كوريا الشمالية خلال الحرب الباردة. كانت كوريا الشمالية في السابق تحت حكم الإدارة المدنية السوفييتية واللجنة الشعبية لكوريا الشمالية منذ عام 1945 حتى عام 1948. شارك فيلق الطيران الحربي السوفييتي رقم 64 في الحرب الكورية حيث زود كوريا الشمالية والصين بالطيارين الذين كانتا بحاجة ماسة إليهم. غير أن الحكومة السوفييتية بدأت في ظل ميخائيل غورباتشوف بخفض المساعدات إلى الشمال بعد عام 1985 مفضلة المصالحة مع كوريا الجنوبية. تواصل تقديم المعدات العسكرية إلى أن سُلّمت الدفعة الأخيرة من طائرات ميغ 29 في عام 1989. زار كم إل سونغ الاتحاد السوفييتي خمس مرات كانت آخرها عام 1986 خلال أوائل عهد غورباتشوف. والتقى أيضًا بمسؤولين سوفييت في الخارج، من بينهم الزعيم السوفييتي ليونيد بريجينيف خلال جنازة الرئيس اليوغسلافي جوزيف بروز تيتو في مايو من عام 1980.

### روسيا الاتحادية

#### تسعينيات القرن العشرين
بعد تفكك الاتحاد السوفييتي، رفضت الحكومة الروسية تحت قيادة بوريس يلتسن تقديم الدعم لكوريا الشمالية، مفضلة كوريا الجنوبية بدلًا عنها.
عُقد اللقاء الأول للجنة الحكومتين للتجارة والاقتصاد والتعاون التقني العلمي بين روسيا وكوريا الديمقراطية في ربيع عام 1996 بقيادة نائب رئيس الوزراء فيتالي إغناتنكو. كان هذا لقاءًا على أعلى مستوى (على مستوى نائب رئيس الوزراء) بين موسكو وبيونغ يانغ منذ انهيار الاتحاد السوفييتي. خلال الزيارة، وافق البلدان على إعادة التعاون التجاري الاقتصادي الثنائي إلى مستوى العام 1991. واتفق الطرفان أيضًا إعادة اللجنة الحكومية الثنائية وعلى إنشاء هيئات على مستوى العمل بين كوريا الشمالية ومقاطعة أقصى الشرق الروسية للتعاون الثنائي في التقانة العلمية والصناعات الخفيفة والحراجة والنقل. حمل إغناتنكو رسالة شخصية من يلتسن إلى كيم جونغ إيل. أعرب يلتسن في الرسالة عن آماله بتخفيف التوتر في شبه الجزيرة الكورية وأن تواصل كوريا الشمالية احترامها لاتفاق الهدنة. من جانبه لم يرسل كيم جونغ إيل ولا حتى رسالة رد، ورفض لقاء الوفد الروسي، إذ كان يتوقع فوز زيوغانوف، زعيم الحزب الشيوعي، في الانتخابات الرئاسية القادمة في يونيو-يوليو من عام 1996.

#### العقد الأول من القرن الحالي
كان لترقية فلاديمير بوتين إلى منصب رئيس الوزراء في أغسطس من العام 1999 ومن ثم إلى منصب الرئيس في مارس تأثيرًا حاسمًا على بيونغ يانغ، التي كانت تنسب مظالمها السابقة إلى حكومة يلتسن. كانت إشارات كيم جونغ إل إلى بوتين مفادها أن روسيا امتلكت وأخيرًا زعيمًا «يمكن التعامل معه». ومع ذلك، تعيّن أن يسبق جهد دبلوماسي مكثف انفراجًا تاريخيًا في علاقات روسيا والكوريا الشمالية. بدأت هذه الجهود تؤتي ثمارها أواخر العام 1998، وبحلول عام 1999، بات ممكنًا الاتفاق بصورة تامة على نص ومبادئ معاهدة الصداقة وعلاقات التعاون وحسن الجوار. وُقع الاتفاق في فبراير من العام 2000، بعد مغادرة يلتسن للساحة السياسية.
ابتداءًا من أبريل عام 2000، بدأت تحضيرات سرية لزيارة الرئيس بوتين إلى بيونغ يانغ. عُقد أول اجتماع قمة في تاريخ العلاقات الكورية الروسية في يوليو من عام 2000 حين وُقّع إعلان مشترك، وقد كان أول وثيقة دولية يوقعها كيم جونع إل بصفته زعيمًا لجمهورية كوريا الشعبية الديمقراطية.
في أبريل من عام 2002، زار موسكو وفد الإدارة الرئيسية للطاقة الذرية في جمهورية كوريا الشعبية الديمقراطية، يترأسه لي تشوي ساينغ، وكذلك أيضًا وفد من أكاديمية العلوم يترأسه نائب رئيسها كانغ دونغ كيون، الذي زار نوفوسيبيرسك في وقت لاحق.[بحاجة لمصدر]
دعمت روسيا في عام 2006 قرار مجلس الأمن التابع للأمم المتحدة رقم 1695 في شهر يوليو، مُدينةً التجارب الصاروخية التي قامت بها كوريا الشمالية في عام 2006.
في أبريل من عام 2009 زار وزير الخارجية الروسي سيرغي لافروف كوريا الشمالية ووقّع خطة مع مون جاي تشول، الرئيس بالنيابة للجنة الكورية للعلاقات الثقافية مع الدول الأجنبية لعامي 2009-2010 للتبادل الثقافي والعلمي.
بعد التجربة النووية الكورية الشمالية في 25 مايو من عام 2009، تغيرت علاقات كوريا الشمالية بكل من روسيا والصين. وانضمت روسيا، التي كانت تخشى أن نجاح كوريا الشمالية قد يفضي إلى حرب نووية، إلى الصين وفرنسا واليابان وكوريا الجنوبية والمملكة المتحدة والولايات المتحدة في بدء قرار يمكن أن يشمل عقوبات جديدة. غضبت وكالات الأنباء الروسية حين هددت كوريا الشمالية بشن هجمات على جارتها كوريا الجنوبية بعد انضمام الأخيرة إلى خطة تقودها الولايات المتحدة لفحص السفن المشتبه في أنها تحمل معدات أسلحة الدمار الشامل. وكان مصدر القلق الآخر هو أن التجربة النووية يمكن أن تشكل تهديدًا لأمن مناطق الشرق الأقصى الروسية المتاخمة لكوريا الشمالية. أجرى الرئيس الكوري الجنوبي لي ميونغ باك محادثة هاتفية مع الرئيس الروسي ديميتري ميدفيديف أخبره خلالها الأخير أن روسيا ستعمل مع سول على إصدار قرار جديد لمجلس الأمن التابع للأمم المتحدة وإحياء المحادثات الدولية بشأن القضية النووية لكوريا الشمالية.
في 15 يونيو 2009، دعمت الصين وروسيا العقوبات التي فرضتها الأمم المتحدة على كوريا الشمالية. إلا أن البلدين شددا على أنهما لا يؤيدان استخدام القوة. وأصر مندوب روسيا الدائم في الأمم المتحدة فيتالي تشوركين على أنه يجب رفع جميع العقوبات بمجرد تعاون كوريا الشمالية. ووقع الرئيس ديميتري ميدفيديف أيضًا مرسومًا لتنفيذ عقوبات مكثفة من مجلس الأمن ضد برامج بيونغ يانغ النووية.
وفي 21 ديسمبر 2023، قال رئيس الأركان العامة الروسي فاليري جيراسيموف، إن روسيا دشنت تعاوناً دفاعياً "شاملاً" مع كوريا الشمالية.

## مقارنة بين البلدين
هذه مقارنة عامة ومرجعية للدولتين:
| وجه المقارنة                                              | روسيا                                   | كوريا الشمالية                        |
| --------------------------------------------------------- | --------------------------------------- | ------------------------------------- |
| المساحة (كم2)                                             | 17.08 مليون                             | 120.54 ألف                            |
| عدد السكان (نسمة)                                         | 146.80 مليون                            | 25.49 مليون                           |
| الكثافة السكانية (ن./كم²)                                 | 8.59                                    | 211.47                                |
| العاصمة                                                   | موسكو                                   | بيونغيانغ                             |
| اللغة الرسمية                                             | اللغة الروسية                           | لغة كوريا الشمالية القياسية ‏          |
| العملة                                                    | روبل روسي                               | وون كوري شمالي                        |
| الناتج المحلي الإجمالي (بليون دولار)                      | 1.58 تريليون                            |                                       |
| الناتج المحلي الإجمالي (تعادل القوة الشرائية) بليون دولار | 3.69 تريليون                            |                                       |
| الناتج المحلي الإجمالي الاسمي للفرد دولار أمريكي          | 9.09 ألف                                |                                       |
| الناتج المحلي الإجمالي للفرد دولار أمريكي                 |                                         |                                       |
| مؤشر التنمية البشرية                                      | 0.798                                   |                                       |
| رمز المكالمات الدولي                                      | +7                                      | +850                                  |
| رمز الإنترنت                                              | .ru، .рф، .рус ‏، .su                    | .kp                                   |
| المنطقة الزمنية                                           | Magadan Time ‏، ت ع م+02:00، ت ع م+12:00 | ت ع م+08:30، ت ع م+08:30، ت ع م+09:00 |

## مدن متوأمة
في ما يلي قائمة باتفاقيات التوأمة بين مدن روسية وكورية شمالية:
- ترتبط خاباروفسك مع تشونغجين باتفاقية توأمة.
- ترتبط فلاديفوستوك مع وونسان باتفاقية توأمة منذ 1991.
- ترتبط ريازان مع كايسونغ باتفاقية توأمة.
- ترتبط موسكو مع بيونغيانغ باتفاقية توأمة منذ 16 يوليو 1991.

## منظمات دولية مشتركة
يشترك البلدان في عضوية مجموعة من المنظمات الدولية، منها:
| علم المنظمة | اسم المنظمة                   | تاريخ انضمام روسيا | تاريخ انضمام كوريا الشمالية |
| ----------- | ----------------------------- | ------------------ | --------------------------- |
|             | الاتحاد البريدي العالمي       | ?                  | ?                           |
|             | المنظمة الهيدروغرافية الدولية | ?                  | ?                           |
|             | يونسكو                        | 21 أبريل 1954      | 18 أكتوبر 1974              |
|             | الأمم المتحدة                 | 24 أكتوبر 1945     | 17 سبتمبر 1991              |
|             | الاتحاد الدولي للاتصالات      | 1866               | ?                           |
|             | منتدى آسيان الإقليمي ‏         | ?                  | ?                           |

## أعلام
هذه قائمة لبعض الشخصيات التي تربطها علاقات بالبلدين:
- أندريه كارلوف (دبلوماسي روسي، 4 فبراير 1954 – 19 ديسمبر 2016)

## وصلات خارجية
- موقع وزارة الخارجية الروسية
- موقع وزارة الخارجية الكورية الشمالية